# Borbón
Borbón ist ein spanischer Familienname.

## Namensträger
- Alfons de Borbón (1941–1956), Mitglied der spanischen Linie der Bourbonen
- Alfons Jaime de Borbón (1936–1989), Herzog von Anjou und Cádiz
- Alfons Pius de Borbón (1907–1938), Infant von Spanien, Fürst von Asturien und Graf von Covadonga
- Alfonso de Orléans-Borbón, 7. Herzog von Galliera (* 1968), spanischer Adeliger und Rennstallbesitzer
- Alfonso de Borbón y Borbón, Alfonso XII de España (1857–1885), König von Spanien 1874 bis 1885, siehe Alfons XII.
- Alfonso de Borbón y Habsburgo-Lorena, Alfonso XIII de España (1886–1941), König von Spanien 1886/1902 bis 1931, siehe Alfons XIII.
- Alfonso de Borbón-Dos Sicilias y Borbón (1901–1964), siehe Alfons de Bourbon-Sizilien
- Alfonso de Borbón y Battenberg (1907–1938), siehe Alfons Pius de Borbón
- Alfonso de Borbón y Borbón-Dos Sicilias (1941–1956), siehe Alfons de Borbón
- Alfonso Carlos de Borbón (1849–1936), spanischer Thronprätendent
- Beatrice Isabel de Borbón y Battenberg (1909–2002), Infantin von Spanien
- Blanca de Borbón (1868–1949), Erzherzogin von Österreich-Toskana
- Carlos Luis de Borbón (1818–1861), Graf von Montemolín
- Carlos María de Borbón (1848–1909), Herzog von Madrid
- Carlos María Isidro de Borbón (1788–1855), Graf von Molina
- Carlota Luisa de Godoy y Borbón (1800–1886), Gräfin von Chinchón und Markgräfin von Boadilla del Monte
- Enrique María Fernando Carlos Francisco Luis de Borbón y Borbón-Dos Sicilias (1823–1870), spanischer Infant und Herzog von Sevilla
- Francisco de Asís de Borbón (1822–1902), Titularkönig von Spanien
- Francisco de Borbón y de la Torre (1882–1952), spanischer Adliger und Offizier
- Francisco de Paula de Borbón (1794–1865), Mitglied der spanischen Königsfamilie
- Gonzalo de Borbón (1937–2000), Herzog von Aquitanien
- Jaime de Borbón (1870–1931), Herzog von Anjou und Madrid
- Jaime de Borbón (1908–1975), Herzog von Anjou und Segovia
- Josette Altmann Borbón (* 1958), costa-ricanische Wissenschaftlerin und ehemalige First Lady
- Juan de Borbón y Battenberg (1913–1993), spanischer Thronprätendent
- Juan Carlos de Borbón (1822–1887), Graf von Montizón, Prätendent von 1860 bis 1868
- Luis de Borbón y Farnesio (1727–1785), Infant von Spanien
- Luis María de Borbón y Vallabriga (1777–1823), Kardinal und Erzbischof von Toledo
- Margarita María de Borbón (* 1939), Schwester von König Juan Carlos I.
- María de la Esperanza de Borbón-Dos Sicilias y Orleans (1914–2005), spanische Adlige
- María Isabel de Borbón (1851–1931), Prinzessin von Asturien, siehe Isabella von Spanien (1851–1931)
- María de las Mercedes de Borbón (1880–1904), spanische Prinzessin von Neapel und beider Sizilien
- María de las Mercedes de Borbón y Orleans (1910–2000), Mutter von König Juan Carlos I.
- María Luisa de Borbón y Vallabriga (1783–1848), Markgräfin von Melgarejo und Herzogin von Quiroga
- María Teresa de Borbón y Vallabriga (1780–1828), Gräfin von Chinchón und Markgräfin von Boadilla del Monte
- María Teresa de Borbón-Parma (1933–2020), spanisch-französische Adelige, Soziologin, Politikwissenschaftlerin
- Pablo Urdangarin y Borbón (* 2000), spanischer Handballspieler
- Pedro Borbón (1946–2012), dominikanischer Baseballspieler
- Sofía de Borbón y Ortiz (* 2007), spanische Infantin